# Svenska Gjuteriföreningen

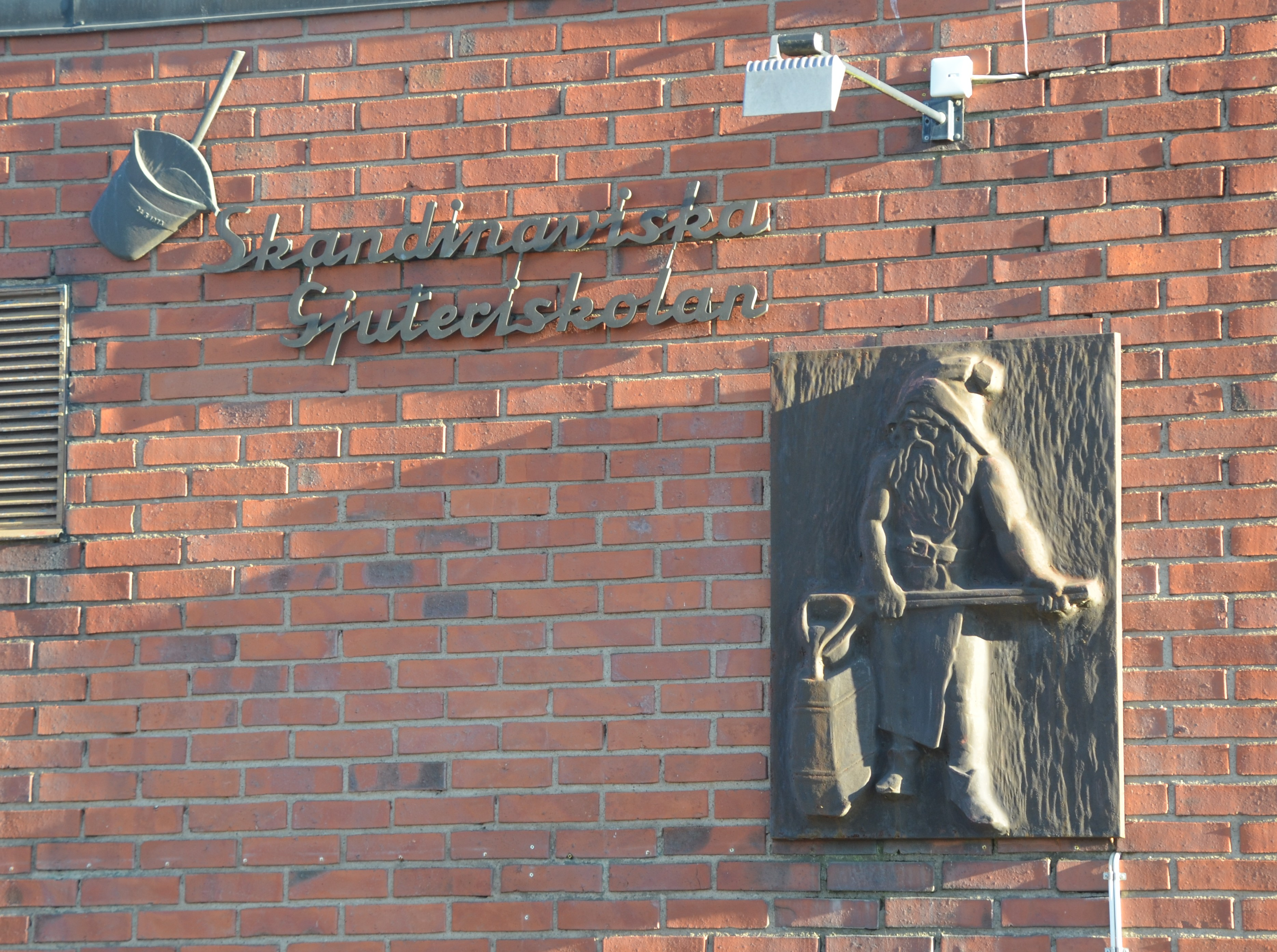
Skylt på Skandinaviska gjuteriskolan i Jönköping

Svenska Gjuteriföreningen är en branschorganisation för gjuterier, leverantörer till svensk gjuteriindustri och företag som använder gjutna komponenter i sina produkter eller processer.
Föreningen har 2021 omkring 140 företag som medlemmar, både små och stora företag.
Föreningen bedrev tidigare Skandinaviska Gjuteriskolan vid Odengatan i Jönköping.